# María Manjavacas
María Manjavacas   (Campo de Criptana, segle XX) nom de ploma de María del Señor Manjavacas Quintanar, és una periodista espanyola especialitzada en periodisme social. Manjavacas ha rebut diversos premis relacionats amb el món del periodisme, entre els quals destaca el que li va atorgar en 2013 el Grupo Español de Pacientes con Cáncer (GEPAC) a la labor periodística més compromesa amb la normalització social del càncer.

## Trajectòria
És la menor de tres germanes d'una família dedicada a l'agricultura. Va passar la seva infància en Camp de Criptana (Ciudad Real), on va assistir al Col·legi Nuestra Señora del Rosario “Las Monjas” i a l'Institut Isabel Perillán y Quirós. Els seus estudis superiors els va realitzar a la Universitat Complutense de Madrid, on es va llicenciar en Ciències de la Informació, branca de Publicitat i Relacions Públiques i en Periodisme.
Va començar la seva carrera professional en l'emissora local Cadena Rato d'Alcázar de San Juan amb el programa infantil Wuachilandia al costat del periodista, Nicolás Ramos. Des de llavors ve desenvolupant en aquest mitjà de comunicació la seva carrera professional. Posteriorment, va estar uns mesos en una agència publicitària de Madrid i en una petita emissora d'Alcalá de Henares.
En 1991, va començar el seu treball en la Cadena SER al costat d'Iñaki Gabilondo al programa Hoy por hoy, va formar part de l'equip de Carlos Llamas en Hora 25. En Hora 14, va col·laborar amb Javier González Ferrari i amb José Antonio Marcos. Des de 2006, treballa com a corresponsal de la Cadena SER a la Casa Reial.

## Reconeixements
El seu compromís amb la informació sobre la salut va ser reconegut amb diferents premis en els últims anys: en 2010 va obtenir el premi Quijote de la Comunicación, atorgat per l'Ajuntament de Campo de Criptana. En 2013 va ser guardonada amb el premi dels pacients de càncer, en la primera edició dels Premis Gepac, atorgat pel Grupo Español de Pacientes con Cáncer (GEPAC), en reconeixement de la seva tasca periodística en la normalització i el tractament informatiu d'aquesta malaltia. En 2016 va rebre el premi de l'Institut Roche pel seu reportatge Me daban un mes de vida y llevo 7 años, sobre els avanços de la recerca i els “tractaments a la carta”, així com l'el reconeixement del Banc d'Aliments. Per la seva contribució al periodisme social a Espanya, va ser nomenada Filla Predilecta de Castella-la Manxa en un acte celebrat el 31 de maig de 2019 i presidit pel cap de l'Executiu castellà-manxec, Emiliano García-Page.
En 2016, va ser la presentadora de la VIII edició dels Premis Enfermedades Poco Frecuentes (EPF), en els quals van ser guardonats L'Hospital Nacional de Parapléjicos, Rafael Peñalver (Sotsdirector de Coordinació i Inspecció del Servei de Salut de Castella-la Manxa, SESCAM) i Rodrigo Gutiérrez (Director General de Qualitat i Humanització de l'Assistència Sanitària, la Conselleria de Sanitat de Castella-la Manxa), així com l'Asociación de Mujeres Hontanillas (Campo de Criptana) per les seves activitats solidàries a favor de diferents entitats socials.
En 2019, va formar part d'una de les activitats organitzades amb motiu del 50 aniversari de l'Institut d'Educació Secundària Isabel Perillán y Quirós, en el qual Manjavacas va estudiar: el Foro de los Criptanenses rellevants que "per les seves professions fan apilament del nom del municipi".
La Dirección General de Industrias Culturales y del Libro convoca cada any el Premio Nacional a la Mejor Labor Editorial Cultural. En 2017, Manjavacas va ser membre del jurat a proposta de la Federación de Asociaciones de Periodistas de España (FAPE).